# آب‌انبار اوز
آب‌انبار اوز مربوط به اواخر دوره صفوی است و در ۳۰ کیلومتری لار واقع شده و این اثر در تاریخ ۱۵ مرداد ۱۳۵۳ با شمارهٔ ثبت ۱۲۲۹ به‌عنوان یکی از آثار ملی ایران به ثبت رسیده است.